# Anaram Au Patac
Anaram Au Patac (AAP) fou una organització juvenil marxista i independentista occitana. El seu local de reunió era la Tor deu borrèu, Pau, Bearn (França). Entre les seves reivindicacions es trobaven el reconeixement de l'occità com a llengua oficial i l'alliberament nacional d'Occitània, percebuda com a colònia de França, Espanya i Itàlia. Anaram Au Patac es va dissoldre el 19 de setembre de 2009 i es va refundar en una nova organització, Libertat !.